# العلاقات الرومانية السنغافورية
العلاقات الرومانية السنغافورية هي العلاقات الثنائية التي تجمع بين رومانيا وسنغافورة.

## مقارنة بين البلدين
هذه مقارنة عامة ومرجعية للدولتين:
| وجه المقارنة                                              | رومانيا                                                                               | سنغافورة                                                             |
| --------------------------------------------------------- | ------------------------------------------------------------------------------------- | -------------------------------------------------------------------- |
| المساحة (كم2)                                             | 238.40 ألف                                                                            | 719                                                                  |
| عدد السكان (نسمة)                                         | 19.59 مليون                                                                           | 5.89 مليون                                                           |
| الكثافة السكانية (ن./كم²)                                 | 82.17                                                                                 | 819.19 ألف                                                           |
| العاصمة                                                   | بوخارست                                                                               | سنغافورة                                                             |
| اللغة الرسمية                                             | اللغة الرومانية                                                                       | لغة إنجليزية، اللغة الملايو، اللغة الصينية القياسية، اللغة التاميلية |
| العملة                                                    | ليو روماني                                                                            | دولار سنغافوري                                                       |
| الناتج المحلي الإجمالي (بليون دولار)                      | 211.80 مليار                                                                          | 323.91 مليار                                                         |
| الناتج المحلي الإجمالي (تعادل القوة الشرائية) بليون دولار | 465.56 مليار                                                                          | 472.59 مليار                                                         |
| الناتج المحلي الإجمالي الاسمي للفرد دولار أمريكي          | 9.47 ألف                                                                              | 52.89 ألف                                                            |
| الناتج المحلي الإجمالي للفرد دولار أمريكي                 | 23.63 ألف                                                                             | 82.76 ألف                                                            |
| مؤشر التنمية البشرية                                      | 0.793                                                                                 | 0.925                                                                |
| رمز المكالمات الدولي                                      | +40                                                                                   | +65                                                                  |
| رمز الإنترنت                                              | .ro                                                                                   | .sg                                                                  |
| المنطقة الزمنية                                           | ت ع م+02:00، ت ع م+03:00، أوروبا/بوخارست ‏، توقيت شرق أوروبا، توقيت شرق أوروبا الصيفي ‏ | ت ع م+08:00، توقيت سنغافورة المنسق ‏                                  |

## منظمات دولية مشتركة
يشترك البلدان في عضوية مجموعة من المنظمات الدولية، منها:
| علم المنظمة | اسم المنظمة                               | تاريخ انضمام رومانيا | تاريخ انضمام سنغافورة |
| ----------- | ----------------------------------------- | -------------------- | --------------------- |
|             | مؤسسة التنمية الدولية                     | 12 أبريل 2014        | 27 سبتمبر 2002        |
|             | المنظمة الهيدروغرافية الدولية             | ?                    | ?                     |
|             | مؤسسة التمويل الدولية                     | 23 سبتمبر 1990       | 4 سبتمبر 1968         |
|             | منظمة حظر الأسلحة الكيميائية              | ?                    | ?                     |
|             | يونسكو                                    | 27 يوليو 1956        | 8 أكتوبر 2007         |
|             | الأمم المتحدة                             | 14 ديسمبر 1955       | 21 سبتمبر 1965        |
|             | الاتحاد الدولي للاتصالات                  | 9 فبراير 1866        | 22 أكتوبر 1965        |
|             | منظمة الشرطة الجنائية الدولية             | ?                    | ?                     |
|             | البنك الدولي للإنشاء والتعمير             | 15 ديسمبر 1972       | 3 أغسطس 1966          |
|             | الاتحاد البريدي العالمي                   | ?                    | ?                     |
|             | المركز الدولي لتسوية المنازعات الاستشارية | 12 أكتوبر 1975       | 13 نوفمبر 1968        |
|             | وكالة ضمان الاستثمار متعدد الأطراف        | 10 سبتمبر 1992       | 24 فبراير 1998        |
|             | منظمة التجارة العالمية                    | 1995                 | ?                     |

## وصلات خارجية
- موقع وزارة الخارجية الرومانية
- موقع وزارة الخارجية السنغافورية